# Jagdstaffel 30
La Jagdstaffel 30 (in tedesco: Königlich Preußische Jagdstaffel Nr 30, abbreviato in Jasta 30) era una squadriglia (staffel) da caccia della componente aerea del Deutsches Heer, l'esercito dell'Impero tedesco, durante la prima guerra mondiale (1914-1918).

## Storia
La Jagdtsaffel 30 venne fondata il 14 dicembre del 1916 a Breslavia entrando effettivamente in servizio il 21 gennaio 1917 presso l'aerodromo di Phalempin.
I primi velivoli assegnati alla squadriglia al momento della nascita furono i biplani Pfalz D.III, aereo robusto ed affidabile anche se mediocre in termini di prestazioni. Nonostante questo aereo venne rimpiazzato con velivoli sempre più moderni, la squadriglia lo riutilizzò nei primi mesi del 1918 e dove trovò la morte l'asso Hans Bethge. Nell'estate del 1916 arrivarono gli Halberstadt D.II seguiti a breve dall'arrivo dei più moderni Halberstadt D.III. Quando alla Jagdstaffel 30 vennero assegnati i nuovi e più performanti modelli della Albatros, gli aerei Halberstadt vennero relegati presso le scuole di formazione aerea.
La Jagdstaffel 30 venne messa ad operare nel settore della 6ª Armata e questo è il solo impegno operativo di cui si è a conoscenza.
L'Oberleutnant Hans-Georg von der Marwitz fu l'ultimo Staffelführer (comandante) della Jagdstaffel 30 dal 15 agosto 1918 fino alla fine della guerra.
Alla fine della prima guerra mondiale alla Jagdstaffel 30 vennero accreditate 63 vittorie aeree di cui 4 per l'abbattimento di palloni di osservazione. Di contro, la Jasta 30 perse 12 piloti, 3 morirono in incidente aereo, 2 furono feriti in azione e 1 ferito in incidente aereo oltre a 5 piloti fatti prigionieri.

## Lista dei comandanti della Jagdstaffel 30
Di seguito vengono riportati i nomi dei piloti che si succedettero al comando della Jagdstaffel 30.
| Grado        | Nome                       | Periodo                             |
| ------------ | -------------------------- | ----------------------------------- |
| Oberleutnant | Hans Bethge                | 15 gennaio 1916 - 10 novembre 1917  |
|              | Kurt Preissler             | 10 novembre 1917 - 10 dicembre 1917 |
| Oberleutnant | Hans Bethge                | 10 dicembre 1917 - 15 gennaio 1918  |
|              | Kurt Preissler             | 15 gennaio 1918 - 19 gennaio 1918   |
| Oberleutnant | Hans Bethge                | 19 gennaio 1918 - 17 marzo 1918     |
|              | Kurt Preissler             | 19 marzo 1918 - 16 aprile 1918      |
| Obereutnant  | Hans-Georg von der Marwitz | 17 aprile 1918 - 17 giugno 1918     |
|              | Hans Eggers                | 17 giugno 1918 - 21 giugno 1918     |
|              | Richard Flashar            | 21 giugno 1918 - 1 luglio 1918      |
|              | Kurt Müller                | 1 luglio 1918 - 25 luglio 1918      |
| Obereutnant  | Hans-Georg von der Marwitz | 25 luglio 1918 - 1 agosto 1918      |
|              | Hans Holthusen             | 1 agosto 1918 - 14 agosto 1918      |
| Obereutnant  | Hans-Georg von der Marwitz | 15 agosto 1918 - 11 novembre 1918   |

## Lista delle basi utilizzate dalla Jagdstaffel 30
- Breslavia (oggi in Polonia): 14 dicembre 1916 – 25 gennaio 1917
- Phalempin, Francia: 25 gennaio 1917 – 9 agosto 1918
- Moislains: 9 agosto 1918 – 10 agosto 1918
- Phalempin: 10 agosto 1918 – 19 agosto 1918
- Avelin: 19 agosto 1918 – 30 settembre 1918
- Baisieux: 30 settembre 1918 – 15 ottobre 1918
- Avaing: 15 ottobre 1918 – 11 novembre 1918

## Lista degli assi che hanno prestato servizio nella Jagdstaffel 30
Di seguito vengono elencati i nomi dei piloti che hanno prestato servizio nella Jagdstaffel 30 con il numero di vittorie conseguite durante il servizio nella squadriglia e riportando tra parentesi il numero di vittorie aeree totali conseguite.
| Asso                       | Vittorie |
| -------------------------- | -------- |
| Hans Bethge                | 17 (20)  |
| Hans-Georg von der Marwitz | 14 (15)  |
| Joachim von Bertrab        | 5        |
| Hans Oberlander            | 5 (6)    |
| Hans-Joachim Buddecke      | 1 (13)   |

## Lista degli aerei utilizzati dalla Jagdstaffel 30
- Pfalz D.III
- Halberstadt D.II
- Halberstadt D.III